# Маттія Бані
Маттія Бані (італ. Mattia Bani, нар. 10 грудня 1993, Борго-Сан-Лоренцо) — італійський футболіст, центральний захисник клубу «Дженоа».

## Клубна кар'єра
Народився 10 грудня 1993 року в місті Борго-Сан-Лоренцо. Починав займатися у футбольній школі «Аудакс Руфіна», згодом змінив низку юнацьких команд, а протягом 2011—2012 років перебував у складі молодіжної команди «Дженоа».
Ще до того, у 2010–2011 роках, встиг пограти на дорослому рівні за команду «Фортіс Ювентус» із Серії D. Згодом протягом 2012–2017 років виступав на рівні третього і другого дивізіонів чемпіонату Італії, захищаючи кольори «Реджяни» та «Про Верчеллі».
Влітку 2016 року контракт гравця викупив «К'єво», проте до лав цієї вищолігової команди Бані приєднався лише перед початком сезону 2017/18, по ходу якого був гравцем ротації веронського клубу. В сезоні 2018/19 вже був одним з основних центральних захисників команди, а по його завершенні перейшов до іншого представника Серії A, «Болоньї».
5 жовтня 2020 року на правах оренди з обов'язковим подальшим викупом за 2,5 мільйони євро перейшов до «Дженоа». Протягом першої половини 2021 року грав в оренді за «Парму», після чого повернувся до «Дженоа».

## Статистика виступів

### Статистика клубних виступів
Станом на 2 жовтня 2021
| Сезон                    | Команда                  | Чемпіонат                | Чемпіонат | Чемпіонат | Національний кубок | Національний кубок | Національний кубок | Континентальні кубки | Континентальні кубки | Континентальні кубки | Інші змагання | Інші змагання | Інші змагання | Усього | Усього |
| Сезон                    | Команда                  | Ліга                     | Ігор      | Голів     | Ліга               | Ігор               | Голів              | Ліга                 | Ігор                 | Голів                | Ліга          | Ігор          | Голів         | Ігор   | Голів  |
| ------------------------ | ------------------------ | ------------------------ | --------- | --------- | ------------------ | ------------------ | ------------------ | -------------------- | -------------------- | -------------------- | ------------- | ------------- | ------------- | ------ | ------ |
| 2010-січ. 2011           | «Фортіс Ювентус»         | D                        | 17        | 0         | КІ-D               | 2                  | 0                  | -                    | -                    | -                    | -             | -             | -             | 19     | 0      |
| 2012–13                  | «Реджяна»                | ЛП-1Д                    | 22+1      | 1         | КІ+КІ-ЛП           | 1+0                | 0                  | -                    | -                    | -                    | -             | -             | -             | 24     | 1      |
| 2013–14                  | «Про Верчеллі»           | ЛП-1Д                    | 10        | 1         | КІ+КІ-ЛП           | 1+2                | 0                  | -                    | -                    | -                    | -             | -             | -             | 13     | 1      |
| 2014–15                  | «Про Верчеллі»           | B                        | 20        | 0         | КІ                 | 0                  | 0                  | -                    | -                    | -                    | -             | -             | -             | 20     | 0      |
| 2015–16                  | «Про Верчеллі»           | B                        | 27        | 1         | КІ                 | 0                  | 0                  | -                    | -                    | -                    | -             | -             | -             | 27     | 1      |
| 2016–17                  | «Про Верчеллі»           | B                        | 37        | 0         | КІ                 | 1                  | 0                  | -                    | -                    | -                    | -             | -             | -             | 38     | 0      |
| Усього за «Про Верчеллі» | Усього за «Про Верчеллі» | Усього за «Про Верчеллі» | 94        | 2         |                    | 4                  | 0                  |                      | -                    | -                    |               | -             | -             | 98     | 2      |
| 2017–18                  | «К'єво»                  | A                        | 16        | 0         | КІ                 | 2                  | 0                  | -                    | -                    | -                    | -             | -             | -             | 18     | 0      |
| 2018–19                  | «К'єво»                  | A                        | 30        | 0         | КІ                 | 1                  | 0                  | -                    | -                    | -                    | -             | -             | -             | 31     | 0      |
| Усього за «К'єво»        | Усього за «К'єво»        | Усього за «К'єво»        | 46        | 0         |                    | 3                  | 0                  |                      |                      |                      |               |               |               | 48     | 0      |
| 2019–20                  | «Болонья»                | A                        | 27        | 4         | КІ                 | 0                  | 0                  | -                    | -                    | -                    | -             | -             | -             | 27     | 4      |
| 2020-січ. 2021           | «Дженоа»                 | A                        | 11        | 0         | КІ                 | 2                  | 0                  | -                    | -                    | -                    | -             | -             | -             | 13     | 0      |
| січ.-черв. 2021          | «Парма»                  | A                        | 15        | 0         | КІ                 | 0                  | 0                  | -                    | -                    | -                    | -             | -             | -             | 15     | 0      |
| 2021–22                  | «Дженоа»                 | A                        | 3         | 0         | КІ                 | 0                  | 0                  | -                    | -                    | -                    | -             | -             | -             | 3      | 0      |
| Усього за Genoa          | Усього за Genoa          | Усього за Genoa          | 14        | 0         |                    | 2                  | 0                  |                      | -                    | -                    |               | -             | -             | 16     | 0      |
| Усього за кар'єру        | Усього за кар'єру        | Усього за кар'єру        | 237       | 7         |                    | 12                 | 0                  |                      | 0                    | 0                    |               | 0             | 0             | 250    | 7      |